# Rogóż (powiat lidzbarski)

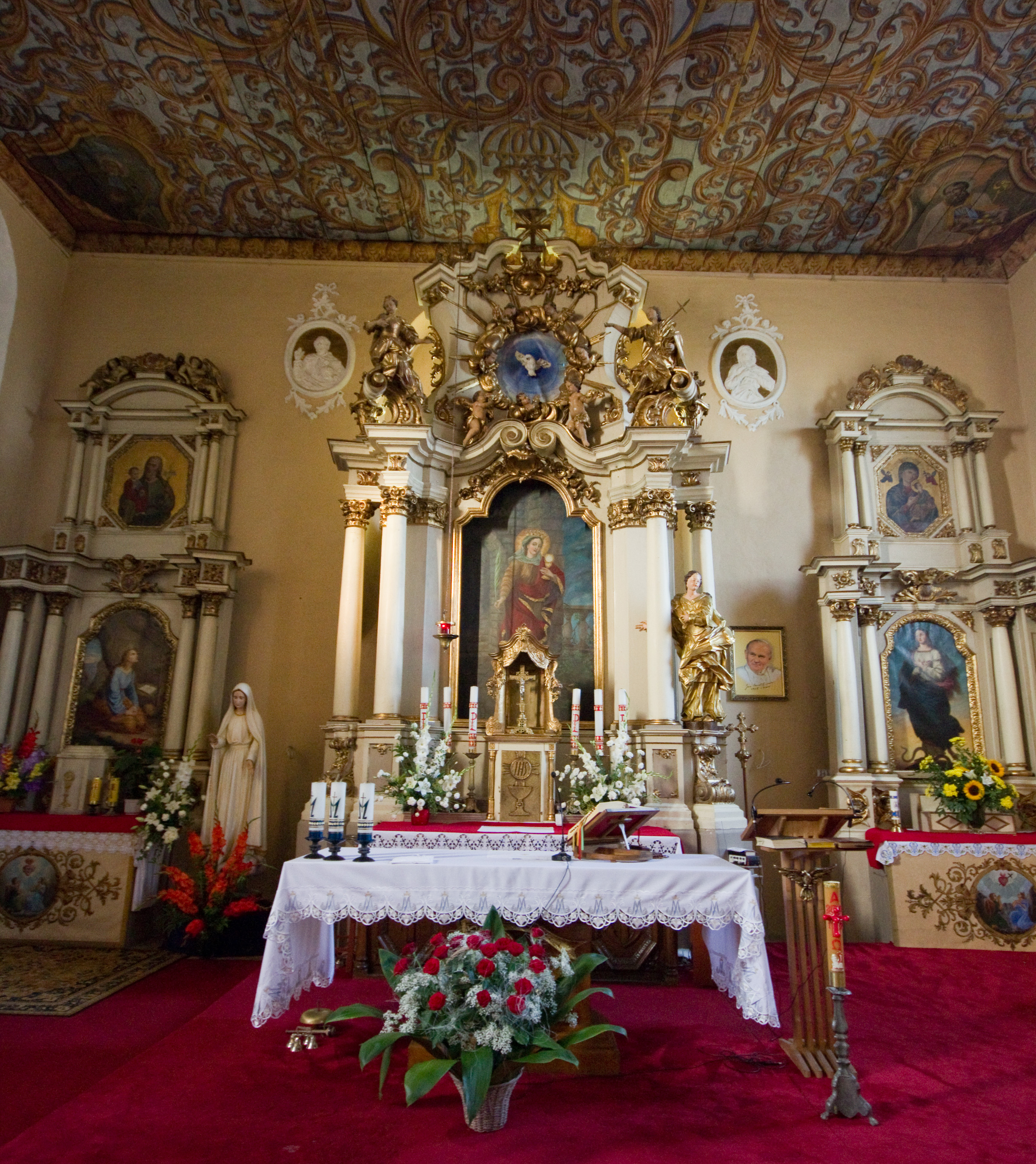
Rogóż, ołtarz główny w kościele

Rogóż (niem. Roggenhausen) – wieś w Polsce położona w województwie warmińsko-mazurskim, w powiecie lidzbarskim, w gminie Lidzbark Warmiński. W latach 1975–1998 miejscowość należała administracyjnie do województwa olsztyńskiego. Wieś znajduje się w historycznym regionie Warmia.

## Części wsi
| SIMC    | Nazwa   | Rodzaj    |
| ------- | ------- | --------- |
| 0480052 | Wojdyty | część wsi |

## Historia
Wieś wymieniana w dokumentach już w roku 1335. Lokowana w 1338 przez wójta krajowego Henryka Lutra. Wieś została zniszczona w czasie wojny 1519-1521. W roku 1536 biskup warmiński Maurycy Ferber wystawił nowy przywilej dla wsi - 60 włók na prawie chełmińskim. W roku 1688 było tu 14 gospodarstw chłopskich i sołtys.

## Zabytki
- Gotycki kościół parafialny, salowy z wieżą, z drugiej połowy XIV w, pw. św Barbary. Wieżę nadbudowano w 1797. Wnętrze świątyni odnawiane było dwukrotnie w XVIII w. Z okresu drugiej odnowy pochodzą sztukatorskie tonda z popiersiami Chrystusa, Matki Boskiej i Apostołów rozmieszczone na ścianach między oknami, wykonane przez Perwangera. Ołtarz rokokowy z warsztatu Chrystiana Bernarda Schmidta z ok. 1770 r. Kościół był odnawiany w latach 1886 i 1918–1919.
- Barokowa kapliczka z XVII w oraz
- Dwie kapliczki z XIX w.
- Neoklasycystyczny dom (nr 8) z końca XIX w.

## Demografia
W 1783 r. we wsi było 40 domów.
Mieszkańcy: w roku 1818 - 234 osoby, w 1939 - 525, w 1998 - 633.